# طرديلن كرملي
طرديلن كرملي (الاسم العلمي: Tordylium carmeli) هو نوع غير مؤكد من النباتات يتبع جنس الطرديلن من الفصيلة الخيمية.

## الموئل والانتشار
النبات واطن في بلاد الشام وقبرص.

## مرادفات للاسم العلمي
- (باللاتينية: Heracleum carmeli Labill.)
- (باللاتينية: Synelcosciadium carmeli (Labill.) Boiss.)